# 内韦斯保利斯塔
内韦斯保利斯塔是巴西圣保罗州的一个市镇。总面积232.143平方公里，总人口9346人，人口密度40.3人/平方公里。